# Jüdischer Friedhof (Aalborg)

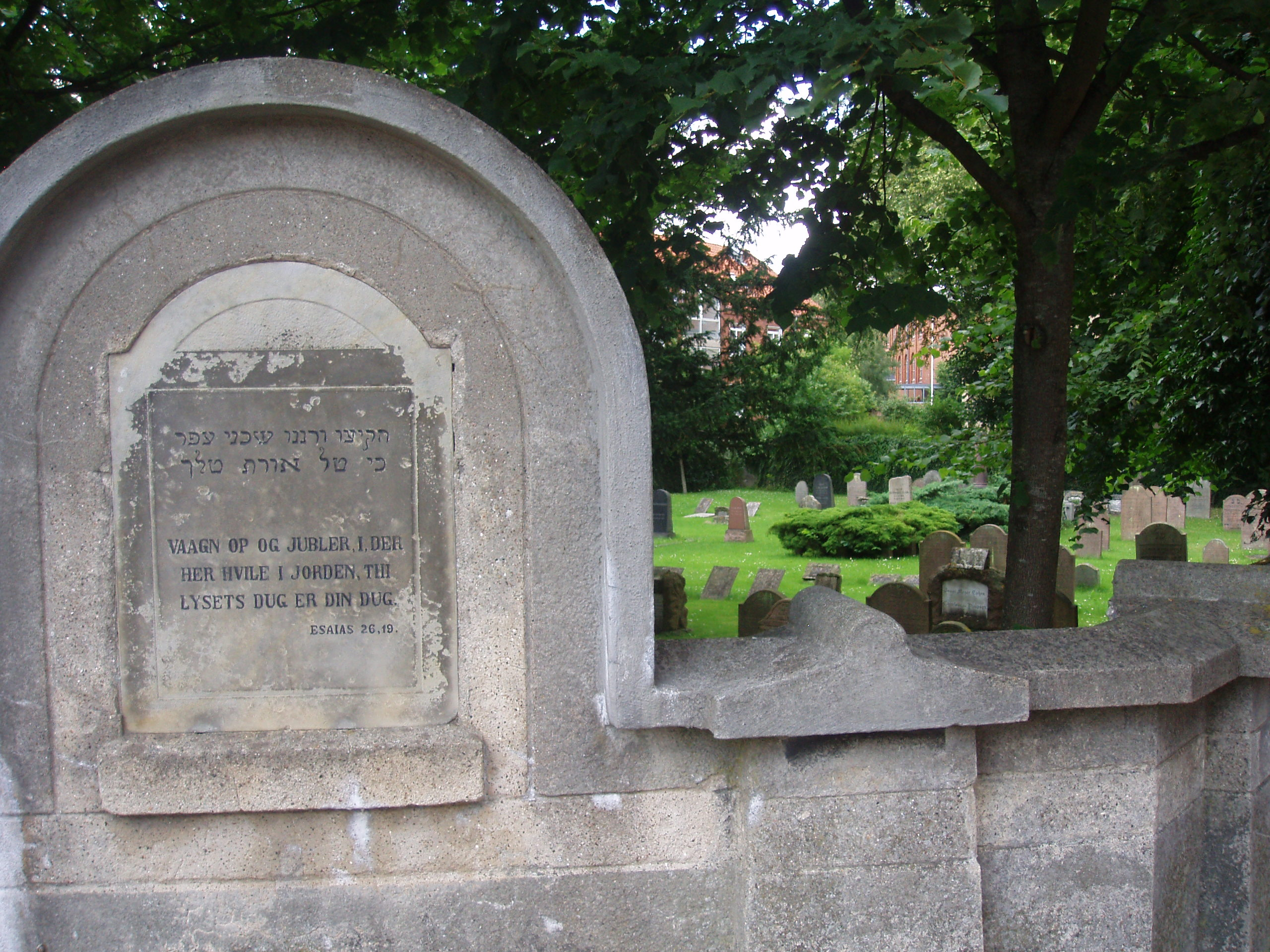
Jüdischer Friedhof in Aalborg

Der Jüdische Friedhof Aalborg ist ein jüdischer Friedhof  (dänisch jødisk kirkegård) in Aalborg, einer dänischen Stadt in Nordjütland.
Der Friedhof befindet sich an der Ecke Sankt Jørgens Gade und Hasserisgade. 149 Grabstätten sind vorhanden, 150 Personen wurden in der Zeit von 1810 bis 1950 bestattet.